# نيوكوين
نيوكوين (بالإسبانية: Neuquén) هي منطقة سكنية تقع في الأرجنتين في Confluencia Department.[بحاجة لمصدر] يقدر عدد سكانها بـ 224,685 نسمة ومساحتها 63 كم2 وترتفع عن سطح البحر 260 متر.

## المناخ
يظهر الجدول التالي التغييرات المناخية على مدار السنة لنيوكوين:
| البيانات المناخية لـنيوكوين | البيانات المناخية لـنيوكوين | البيانات المناخية لـنيوكوين | البيانات المناخية لـنيوكوين | البيانات المناخية لـنيوكوين | البيانات المناخية لـنيوكوين | البيانات المناخية لـنيوكوين | البيانات المناخية لـنيوكوين | البيانات المناخية لـنيوكوين | البيانات المناخية لـنيوكوين | البيانات المناخية لـنيوكوين | البيانات المناخية لـنيوكوين | البيانات المناخية لـنيوكوين | البيانات المناخية لـنيوكوين |
| الشهر | يناير                       | فبراير                      | مارس                        | أبريل                       | مايو                        | يونيو                       | يوليو                       | أغسطس                       | سبتمبر                      | أكتوبر                      | نوفمبر                      | ديسمبر                      | المعدل السنوي               |
| --- | --------------------------- | --------------------------- | --------------------------- | --------------------------- | --------------------------- | --------------------------- | --------------------------- | --------------------------- | --------------------------- | --------------------------- | --------------------------- | --------------------------- | --------------------------- |
| الدرجة القصوى °م (°ف) | 42.3 (108.1)                | 41.6 (106.9)                | 40.5 (104.9)                | 33.0 (91.4)                 | 31.0 (87.8)                 | 28.1 (82.6)                 | 25.6 (78.1)                 | 30.7 (87.3)                 | 34.0 (93.2)                 | 35.6 (96.1)                 | 40.8 (105.4)                | 40.8 (105.4)                | 42.3 (108.1)                |
| متوسط درجة الحرارة الكبرى °م (°ف) | 31.9 (89.4)                 | 30.6 (87.1)                 | 27.0 (80.6)                 | 21.6 (70.9)                 | 16.5 (61.7)                 | 12.9 (55.2)                 | 12.9 (55.2)                 | 15.9 (60.6)                 | 18.9 (66.0)                 | 23.2 (73.8)                 | 27.1 (80.8)                 | 30.2 (86.4)                 | 22.4 (72.3)                 |
| المتوسط اليومي °م (°ف) | 23.7 (74.7)                 | 22.3 (72.1)                 | 18.9 (66.0)                 | 13.4 (56.1)                 | 9.2 (48.6)                  | 6.6 (43.9)                  | 5.8 (42.4)                  | 8.1 (46.6)                  | 11.4 (52.5)                 | 15.6 (60.1)                 | 19.4 (66.9)                 | 22.4 (72.3)                 | 14.7 (58.5)                 |
| متوسط درجة الحرارة الصغرى °م (°ف) | 15.5 (59.9)                 | 14.2 (57.6)                 | 11.6 (52.9)                 | 6.8 (44.2)                  | 3.5 (38.3)                  | 1.5 (34.7)                  | 0.2 (32.4)                  | 1.6 (34.9)                  | 4.4 (39.9)                  | 8.2 (46.8)                  | 11.6 (52.9)                 | 14.5 (58.1)                 | 7.8 (46.0)                  |
| أدنى درجة حرارة °م (°ف) | 2.3 (36.1)                  | 2.1 (35.8)                  | −5.3 (22.5)                 | −4.8 (23.4)                 | −10.5 (13.1)                | −12.8 (9.0)                 | −11.8 (10.8)                | −10.6 (12.9)                | −7.0 (19.4)                 | −2.9 (26.8)                 | −0.9 (30.4)                 | −3.3 (26.1)                 | −12.8 (9.0)                 |
| الهطول مم (إنش) | 12.9 (0.51)                 | 11.9 (0.47)                 | 23.6 (0.93)                 | 15.3 (0.60)                 | 21.1 (0.83)                 | 23.5 (0.93)                 | 15.9 (0.63)                 | 11.4 (0.45)                 | 19.3 (0.76)                 | 20.3 (0.80)                 | 14.5 (0.57)                 | 11.2 (0.44)                 | 200.9 (7.91)                |
| متوسط أيام هطول الأمطار (≥ 0.1 mm) | 2.7                         | 2.6                         | 3.5                         | 4.9                         | 5.5                         | 7.1                         | 4.9                         | 3.9                         | 4.6                         | 4.1                         | 2.9                         | 3.0                         | 49.7                        |
| متوسط الرطوبة النسبية (%) | 36.7                        | 44.0                        | 53.4                        | 62.2                        | 67.7                        | 71.7                        | 68.5                        | 58.7                        | 51.1                        | 44.3                        | 38.3                        | 36.1                        | 52.7                        |
| ساعات سطوع الشمس الشهرية | 313.1                       | 293.8                       | 254.2                       | 216.0                       | 148.8                       | 120.0                       | 133.3                       | 182.9                       | 192.0                       | 260.4                       | 282.0                       | 279.0                       | 2٬675٫5                     |
| نسبة وصول أشعة الشمس | 69.3                        | 76.3                        | 66.7                        | 65.0                        | 48.3                        | 42.0                        | 44.3                        | 55.3                        | 54.0                        | 63.3                        | 66.0                        | 60.0                        | 59.2                        |
| المصدر #1: Servicio Meteorológico Nacional |                             |                             |                             |                             |                             |                             |                             |                             |                             |                             |                             |                             |                             |
| المصدر #2: Secretaria de Mineria (sun 1961–1990), Meteo climat (record highs and lows 1900–present) Oficina de Riesgo Agropecuario (May, August, September and December record high which are from the period 1970–present) |                             |                             |                             |                             |                             |                             |                             |                             |                             |                             |                             |                             |                             |

## توأمة
لنيوكوين اتفاقيات توأمة مع كل من:
- نوكسفيل
- تريفيزو
- فالديفيا

## أعلام
- عمر غوتيريز
- ماتياس ماير
- ستيفاني بياتريس
- دانيال أوبازو
- ماوريسيو كاراسكو